# Пјано ла Барка-Каринчи (Кјети)
Пјано ла Барка-Каринчи (итал. Piano la Barca-Carinci) је насеље у Италији у округу Кјети, региону Абруцо.
Према процени из 2011. у насељу је живело 373 становника. Насеље се налази на надморској висини од 44 м.